# Нордаль Валлем
Нордаль Валлем (норв. Nordahl Wallem, 10 листопада 1902 — 1972) — норвезький яхтсмен.
Срібний призер Олімпійських Ігор 1936 року в класі 8 метрів.